# Diversidad sexual en Alemania
La diversidad sexual en Alemania es ampliamente respetada y aceptada en la actualidad. Durante la persecución nazi y las dos primeras décadas de la posteriormente creada República Federal de Alemania (1949-1990), estuvo caracterizada por una legislación inflexible. En los años de 1999 a 2005, bajo el gobierno de coalición de verdes y socialdemócratas, Alemania se ha convertido en un uno de los países más liberales del mundo en el reconocimiento de la igualdad de derechos para las personas LGBT.
Actualmente la homosexualidad es ampliamente aceptada en la sociedad, sobre todo en las grandes ciudades. Ya no existen leyes que castigan las relaciones homosexuales y desde el 1 de agosto de 2001 las parejas del mismo sexo tienen la posibilidad de realizar uniones civiles, que da derechos similares al matrimonio, pero no todos, como es el caso de las ventajas fiscales. El matrimonio igualitario y la adopción a parejas homosexuales fue aprobado por el Bundestag el 30 de junio de 2017, con mayoría de votos y posteriormente entró en vigor el 1 de octubre de ese mismo año.
Por otra parte, a pesar de las condiciones adversas, Alemania es el origen del movimiento LGBT en las primeras décadas del siglo XX, años en los que se creó una floreciente subcultura gay y lésbica, que tendría una gran influencia en los movimientos LGBT posteriores. Una perspectiva de la historia LGBT alemana se puede ver en el Schwules Museum de Berlín, una institución única en el mundo dedicada a la conservación y difusión de la historia LGBT.

## Historia
La homosexualidad en Alemania ha estado caracterizada, especialmente durante la persecución nazi y las dos décadas tras la creación de la República Federal de Alemania, por una legislación discriminatoria y la persecución. Durante los años 1999 a 2005, bajo el gobierno de coalición de verdes y socialdemócratas, Alemania se ha convertido en un país relativamente tolerante en el reconocimiento de la igualdad de derechos para los homosexuales.

## Legislación alemana tras la Reunificación

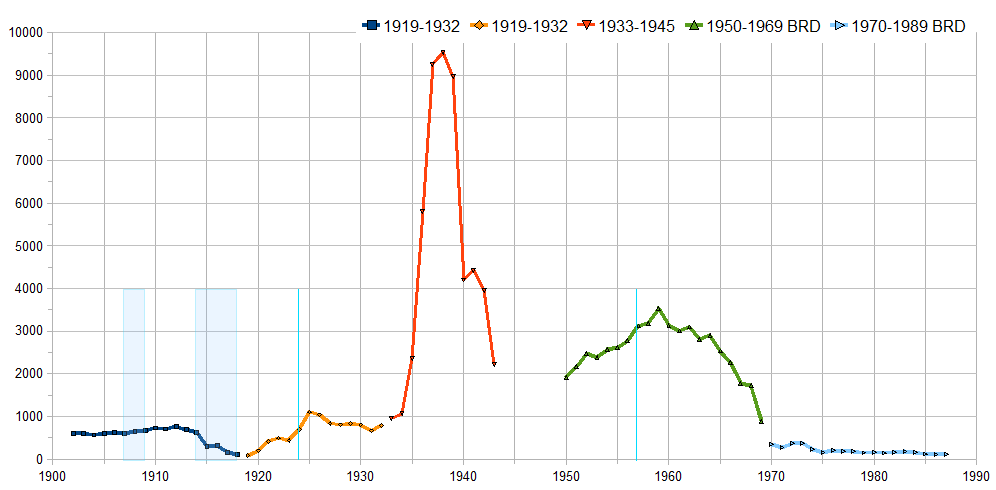

| Año       | Homosex. Zoofilia | Época               | Acontecimientos importantes |
| --------- | ----------------- | ------------------- | --- |
| 1902–1918 | H & Z             | Imperio Alemán      | 1907–1909 escándalo Harden-Eulenburg 1914–1918 I Guerra Mundial                                                                                  |
| 1919–1933 | H & Z             | República de Weimar | 1924 Fritz Haarmann |
| 1933–1941 | H & Z             | Tercer Reich        | 1935 recrudecimiento |
| 1950–1969 | H                 | ¡Sólo RFA!          | 1957 rechazo del recurso constitucional 1965 cambio de valores sociales (p.ejm. Concilio Vaticano II, píldora anticonceptiva, movimiento del 68) |
| 1970–1987 | H                 | ¡Sólo RFA!          | Sólo hombres adultos con hombres jóvenes (<21 años hasta 1973; <18 luego)                                                                        |

### La desaparición del §175
En 1968 la República Democrática Alemana aprobó un nuevo código penal en el que ya no se encontraba el §175. Se mantuvo el artículo 151, que definía la edad de consentimiento homosexual en 18 años, mientras que la heterosexual era de 16. A pesar de la legalización, no cambió la prohibición de publicaciones y asociaciones, ya que se temía una «extensión» del fenómeno, y la situación social no se modificó. En 1973, tras emitirse por la televisión pública de Alemania Occidental la película Nicht der Homosexuelle ist pervers, sondern die Situation, in der er lebt (No es perverso el homosexual, sino la situación en la que vive), se formó la primera organización LGBT, la Homosexuelle Interessengemeinschaft Berlin (Comunidad de intereses homosexual).
Tras la Reunificación en 1990, el §175 volvió a ser aplicable —teóricamente— en los estados federados de la antigua República Democrática Alemana. Pero ya en 1991 algunos de estos nuevos estados federados, como Brandeburgo y Sajonia, escribieron constituciones que prohibían la discriminación por sexualidad.
El movimiento LGBT realizó su primera protesta común entre los nuevos y los antiguos estados federados contra el §175 en 1990, inmediatamente después de la Reunificación. Fue el primer acto común entre los movimientos occidentales y orientales. En 1993, las tres grandes federaciones, Bundesverband Homosexualität, Schwulenverband Deutschland y Deutsche Aids-Hilfe, iniciaron de nuevo una campaña en contra del §175.
El 31 de mayo de 1994, tras 123 años de validez, se deroga el §175, equiparando las edades de consentimiento sexual entre homosexuales y heterosexuales en 16 años. En total, se calcula que unos 140.000 hombres fueron condenados por el artículo en los 123 años de vigencia, los dos últimos en marzo de 1994.

### Indemnización de las víctimas del nacionalsocialismo
Las víctimas homosexuales del nazismo fueron durante mucho tiempo invisibles a la opinión pública y discriminados en las indemnizaciones por injusticias nazis. Un cambio en esta política comenzó en 1985 con un discurso del presidente federal Richard von Weizsäcker en el 40 aniversario de la liberación de los campos de concentración, en el que por primera vez se mencionó a los grupos de perseguidos olvidados hasta el momento. Pero no fue hasta 2002, durante el gobierno de socialistas y verdes, que se produjo la rehabilitación legal de las víctimas del artículo 175 durante el nazismo. Poco antes, los homosexuales habían sido excluidos de la ley de eliminación de las injusticias nazis introducida por un gobierno democratacristiano y liberal.
La iniciativa Der homosexuellen NS-Opfer gedenken («Conmemorar a las víctimas homosexuales del nazismo») y el Lesben- und Schwulenverband pugnaron por la creación de un Monumento a los homosexuales perseguidos por el nazismo. su creación fue decidida el 12 de diciembre de 2003 por el parlamento alemán, comenzando seguidamente las polémicas, ya que las lesbianas no habían sido incluidas. El 27 de mayo de 2008 se inauguró el monumento en Berlín. Desde 1995 el Monumento a los homosexuales perseguidos por el nazismo en Colonia recuerda la persecución en un lugar visible, a la orilla de Rin. Desde 1994 existe el Ángel de Frankfurt en Fráncfort del Meno, como monumento exhortatorio sobre el tema. Hasta entonces, sólo había habido en territorio alemán placas conmemorativas.

### Derechos LGBT
Tras la desaparición del §175, la legislación ya no hace distinción entre homosexualidad y heterosexualidad. Diversos estados federados alemanes ha introducido legislación propia en contra de la discriminación por orientación sexual: Berlín (desde 1995), Brandeburgo (desde 1992) y Turingia (desde 1993). Sajonia-Anhalt prohibió la discriminación entre el funcionariado en 1997. Como firmante del Tratado de Ámsterdam, Alemania estaba obligada por la directiva de la Unión Europea 2000/78 a proteger a sus ciudadanos de discriminaciones, entre otras, las causadas por su orientación sexual, en un plazo hasta diciembre de 2003. A causa del trabajo de cabildeo de los agentes económicos y de las iglesias, el trabajo necesario se retrasó hasta 2004/2005 y la ley anti-discriminación, Allgemeines Gleichbehandlungsgesetz, no fue promulgada hasta el 18 de agosto de 2006. La ley va más allá de lo exigido por la UE, puesto que no sólo prohíbe la discriminación en el trabajo, sino que también la prohíbe en el derecho civil, aunque siguen existiendo dudas sobre su efectividad. Estos derechos sin embargo no están protegidos por la constitución.
El 1 de agosto de 2001 entró en vigor el Lebenspartnerschaftsgesetz, la ley que permite las uniones civiles entre personas del mismo sexo. Aunque a nivel popular se denomina a veces como Homo-Ehe, «matrimonio homosexual», existen diferencias con el matrimonio, que sólo está abierto a las parejas heterosexuales. La principal diferencia se centra en las ventajas fiscales que posee el matrimonio, tanto a nivel de la renta de personas físicas, como en varios otros casos, como en las herencias. La situación se puede convertir en crítica para la pareja, ya que el estado alemán obliga al compañero a garantizar con su patrimonio las necesidades del otro, por ejemplo en caso de enfermedad; la unión da todas las obligaciones del matrimonio, pero pocas de las ventajas que conlleva.
La igualdad de trato en el ejército también es reciente. Hasta 2000 no era posible que un militar abiertamente homosexual alcanzara la oficialidad y si se descubría el hecho, la consecuencia era habitualmente un traslado. El caso más conocido ocurrió en 1999, fue el de Winfried Stecher oficial ejemplar del ejército, que fue degradado y relevado de sus funciones por admitir su homosexualidad. El tribunal constitucional rechazó la queja de Stecher con el argumento de «no es legalmente reclamable que homosexuales no puedan trabajar como instructores de tropa» y el por entonces ministro de defensa, Rudolf Scharping (SPD), defendió la decisión afirmando que «la homosexualidad fundamenta grandes dudas sobre la aptitud y descarta la realización de una tal función, que está ligada al liderazgo, la educación y la formación de soldados […]» Pero Scharping cambió su política gracias a presiones de la coalición de gobierno y, desde diciembre de 2000, este tipo de discriminaciones ya no son aceptadas, tras la edición del Führungshilfe für Vorgesetzte: Umgang mit Sexualität («Ayuda para los superiores: trato a la sexualidad»). A pesar de ello, a 2009, los soldados homosexuales continúan siendo discriminados, sobre todo en las unidades de combate, sufriendo acoso laboral.

## Aceptación social
Los alemanes ven con buenos ojos el matrimonio igualitario: el 65% estaba a favor en 2003. Los homosexuales disponen de la posibilidad de la unión civil desde el año 2001 y del matrimonio desde el año 2017. Los alemanes también aprueban la adopción de niños por parte de parejas homosexuales: el 57% estaba a favor en 2003. En una encuesta del Angus Reid Global Monitor de diciembre de 2006, un 52% de los alemanes estaba a favor del matrimonio igualitario a nivel europeo. Este valor estaba por encima de la media de la Unión Europea, que era del 44%.
Según una encuesta de Emnid de septiembre de 2007, un 79% de los alemanes se podrían imaginar a un canciller homosexual.

### Partidos y políticos
En general, la igualdad de derechos para homosexuales, es defendida por el SPD, el FDP, Bündnis 90/Die Grünen  y los Die Linke. El CDU y CSU aceptan el reconocimiento legal de las parejas de homosexuales, pero se oponen a la equiparación de las uniones civiles con el matrimonio, basándose en su política familiar conservadora.
En 1996 se presentó a las elecciones a la alcaldía Rosa Liste München, que consiguió un 1,8% de los votos, alcanzando un asiento en la alcaldía de Múnich. Se convertían así en el primer partido LGBT de Europa en conseguir un asiento en un parlamento local. Forman una fracción común con Los Verdes.
Todos los partidos políticos importantes tienen una o más figuras clave que son abiertamente homosexuales. El primero de ellos en hacer pública su homosexualidad fue Klaus Wowereit (SPD) en 2001, durante la campaña electoral a la alcaldía de Berlín con su famoso Ich bin schwul und das ist auch gut so («Soy gay y eso está bien así»), que ganó; que le siguieron Ole von Beust (CDU), alcalde de Hamburgo, que en 2003 no negó su homosexualidad tras un intento de chantaje del vicealcalde Ronald Schill; más tarde fue Guido Westerwelle, líder del FDP; y finalmente Volker Beck (Los Verdes), un importante activista LGBT. Estos políticos no se han visto afectados negativamente en los resultados electorales al ser reelegidos los dos alcaldes y haber aumentando el apoyo popular el tercero. Los dos mayores partidos políticos alemanes tienen sección gay: en 1997 se creó el Schwulen Christdemokraten Deutschlands dentro del CDU, que a partir de 1998 se llamó Lesben und Schwule in der Union (LSU). En 1978 se formaron los Schwusos - Lesben und Schwule in der SPD, como un grupo de trabajo de gais y lesbianas de orientación socialdemócrata, que se organizaron dentro del partido. En el partido Los Verdes, la política referente a homosexuales se coordina en grupos oficiales a nivel de estados y federal, de igual forma que se tratan temas políticos como tráfico, política interna o derechos.
En general, la orientación sexual de los políticos tiene poco interés mediático, ya que la homosexualidad es aceptada en su mayor parte. Titulares sensacionalistas y outings involuntarios perjudican más al periodista que a las personalidades políticas afectadas.

### Iglesia
Mientras que la homosexualidad es aceptada en la mayoría de los círculos políticos y sociales, diversas iglesias cristianas marginan a personas abiertamente homosexuales. Se suele justificar con los textos bíblicos, que interpretados de forma conservadora, prohíben los actos homosexuales. 
La mayoría de los obispados católicos de Alemania siguen las instrucciones sobre la homosexualidad de los aspirantes al sacerdocio dadas en 2005 por la Congregación para la Educación Católica. Según estas instrucciones, no se permite el sacerdocio de aquellos que «practican la homosexualidad, tienen profundas tendencias homosexuales o apoyan la llamada cultura homosexual.» Tendencias homosexuales temporales no son razón para no aceptar a un posible candidato. La conferencia episcopal alemana apoyó explícitamente esta actitud y afirmó que se correspondía a la práctica actual.
Por otro lado, los religiosos de la Iglesia Católica Antigua, la Metropolitan Community Church y la Iglesia Evangélica en Alemania no deben temer sanciones. La homosexualidad no es un impedimento para el sacerdocio en estas iglesias, por lo que les está abierta la posibilidad de unirse en una unión civil.

### Homofobia

Respuesta "en mi opinión, la discriminación por orientación sexual está muy o bastante extendida en el país" (2008).
61% - 100%
51% - 60%
41% - 50%
31% - 40%
0% - 30%

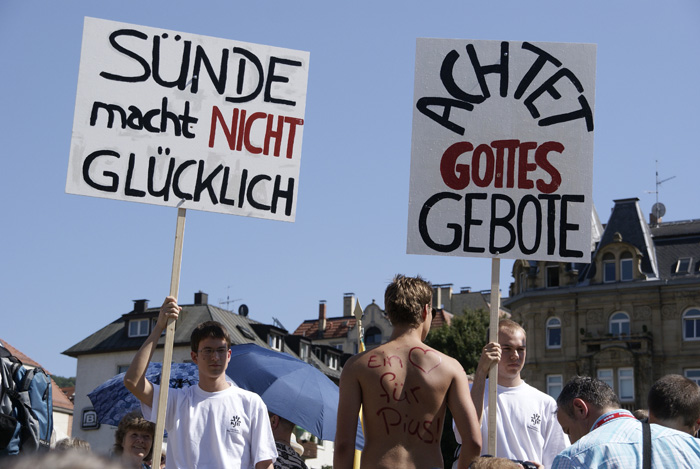
Contramanifestación de la lefebvristas contra el Orgullo Gay de Stuttgart en 2009. En los carteles se puede leer: «El pecado no hace feliz» y «Seguid los preceptos de Dios».

Un estudio de 1991 del sociólogo Michael Bochow del Wissenschaftszentrum Berlin für Sozialforschung muestra que un 42% de los alemanes occidentales y un 36% de los orientales afirmaban que se encontraban físicamente mal en presencia de un homosexual. Una repetición en 1993 mostró que la mitad de los jubilados y de los trabajadores afirmaban lo mismo. El resultado final del trabajo mostró que un tercio de la población debe clasificarse como homófoba y un tercio como ambivalente, es decir, no son homófobos, pero no están libres de actitudes negativas o clichés frente a la homosexualidad. Sin embargo, el número de ataques contra homosexuales es relativamente bajo: en Colonia, de una media de más de 50 casos hasta 1997, a partir de 1998 se ha estabilizado en unos 30 casos por año. De los 30 casos que hubo en 2006, 4 sufrieron heridas graves. En Berlín, en 2007, hubo 116 casos, de los que hubo un asesinato y un intento de asesinato, además de 65 casos de heridas de gravedad.
La homofobia está especialmente extendida entre determinados grupos. Uno de ellos es el de los jóvenes, que emplean la palabra Schwul («maricón»), tanto como insulto, como para calificar algo de «aburrido», «coñazo» o simplemente «malo». Una encuesta del instituto de estudios de mercado iconkids & youth de 669 jóvenes entre 12 y 17 años en 2002 se obtuvo que un 61% de los jóvenes tenían una disposición negativa frente a homosexuales y los consideran mal o muy mal, dentro de una escala de 5 posibles respuestas. El mismo estudio mostró que la homofobia está más extendida entre los chicos, un 71% mostraban actitudes negativas hacia conocidos homosexuales, que entre las chicas, un 51%. La mayoría de las agresiones homófobas proviene de hombres jóvenes entre 15 y 25 años, de ambiente cercano a la víctima, que se sienten amenazados en su hombría, habitualmente por falta de autoestima.
Una segunda área en la que se concentra la homofobia es el fútbol. Aunque no es un fenómeno exclusivamente alemán, tiene matices distintos en Alemania. El primer futbolista profesional del que se tuvo noticias de su homosexualidad fue Heinz Bonn, del Hamburger SV. Su homosexualidad se hizo pública cuando fue asesinado por un chapero en 1991, habiendo llevado hasta entonces una doble vida. Ningún jugador profesional en activo ha salido del armario. En cambio, en el fútbol femenino hay varias mujeres que son abiertamente lesbianas, como es el caso de Martina Voss, jugadora del equipo nacional alemán, que no participó en los Juegos Olímpicos de 2000 por diferencias con su exnovia Inka Grings, también jugadora del equipo nacional. Todos los grandes clubes de fútbol tienen clubes de fanes gais, siendo el primero el Hertha Junxx del Hertha BSC Berlin, fundado en enero de 2001. La Federación Alemana de Fútbol está luchando contra la homofobia, y en 2008 patrocinaron la carroza de los clubes de fanes gais en el Orgullo de Colonia, con el eslogan «El fútbol lo es todo... también marica».
Un tercer foco de homofobia es la extrema derecha, aunque la relación de los neonazis y la extrema derecha con la homosexualidad es complicada. Así, Franz Schönhuber, fundador en 1983 y jefe de Die Republikaner, decía:

También en las Waffen-SS tenía que haber un muy pequeño porcentaje, entre ellos altos oficiales, que vivían en el filo del cuchillo entre la amistad masculina entre soldados y ese poquito más. [...] Si algún purista me vuelve a atacar al hacer esta afirmación, les pido que piensen en Alejandro Magno y otros. Ha habido en la historia suficientes homosexuales valientes, también el asesinado jefe de las SA Ernst Röhm se puede contar entre ellos.
Franz Schönhuber

Como ejemplo de actitud contraria, el 26 de mayo de 1981, el neonazi homosexual Johannes Bürgner fue maltratado, apuñalado veinte veces y finalmente degollado [cita requerida] por cuatro compañeros del partido Aktionsfront Nationaler Sozialisten (ANS). El hecho se produjo poco después de que el ANS enviara una circular animando a actuar con dureza contra «homosexuales, perversos y traidores». En mayo de 1991, una fiesta LGBT con unos 500 invitados en el Gründerzeitmuseum de Charlotte von Mahlsdorf fue asaltada por grupos de extrema derecha armados con pistolas. Dos lesbianas acabaron en el hospital y los daños materiales en el museo fueron considerables. La policía, a pesar de ser avisada con tiempo, no realizó ninguna detención esa noche.
Algunos informes de violencia contra los homosexuales coinciden en señalar que más de un tercio de los ataques son realizados por inmigrantes. Sobre todo jóvenes, hijos de inmigrantes de origen ruso y turco, son especialmente homófobos. Frente a un 48% de jóvenes hombres alemanes que consideran asqueroso que dos hombres gais se besen en la calle, un 76% de los jóvenes de origen ruso y un 79% de los de origen turco responden en el mismo sentido. Entre las mujeres, las cifras correspondientes son del 10%, el 64% y el 60% respectivamente. La religión y una imagen de la masculinidad dentro de la cultura familiar que ni siquiera corresponde a la de la Turquía moderna son los factores más influyentes en el caso de los inmigrantes turcos. El escándalo más reciente fue el de la revista al-Salam, una pequeña publicación en lengua árabe de Berlín que reúne recetas de cocina, prensa rosa y sobre todo anuncios. El escándalo surgió con el artículo «Una bacteria que come la carne y la anormalidad sexual», en el que, entre fotos de enfermedades cutáneas, afirma que los homosexuales son un vector de contagio para todo tipo de enfermedades y que los musulmanes no deben darles la mano.
Para luchar contra la homofobia se creó en Berlín un teléfono específico para casos de violencia contra homosexuales, que es gestionado por Maneo, un proyecto de Mann-O-Meter, un centro de información y consejo para la comunidad LGBT. Maneo proporciona, además de ayuda y consejo para las víctimas de la violencia homófoba, entre otras actividades, entrenamiento de defensa propia en colaboración con la policía de Berlín.

## Movimiento LGBT

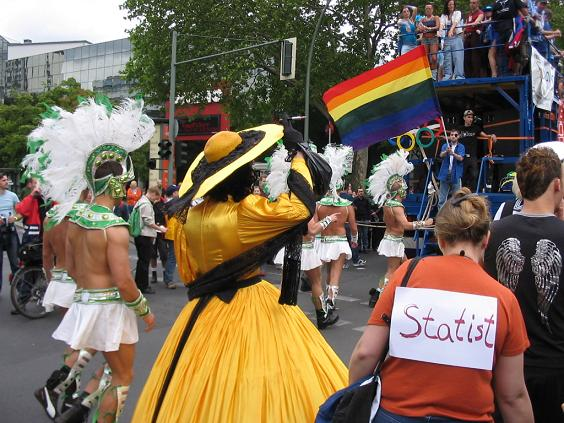
Christopher Street Day en Berlín en 2004.

Dentro del movimiento LGBT, se han desarrollado en Alemania innumerables asociaciones y grupos con el objetivo de avanzar en la igualdad de trato a las minorías sexuales. 

### Objetivos
Los objetivos del movimiento LGBT es la eliminación de la diferencia de trato entre parejas homosexuales y matrimonios, institución reservada exclusivamente a parejas heterosexuales, en asuntos como los impuestos, la adopción o los derechos de los funcionarios. Tanto el Bundesrat como el gobierno de coalición no han realizado mejoras en los últimos años. También existen innumerables fondos de pensiones profesionales que como órganos no estatales de derecho público tienen diferentes regulaciones para viudos, en casos de parejas de hecho o uniones civiles, etc.
Otro de los objetivos en la mejora de las medidas para proteger al colectivo LGBT de la discriminación, como por ejemplo un derecho a Verbandsklage (demandas colectivas) y otras medidas similares a las ya existentes en otros países europeos. El caso de la igualdad de trato en trabajadores, cuyo patrono es la Iglesia o empresas dependientes de ella, no está garantizada, ya que la ley prevé excepciones en el derecho laboral en estos casos, lo que desportege a gais y lesbianas. El problema es mayor en el caso de la Iglesia católica.

## Cultura homosexual

### Cómic
- Ralf König
- Swen Marcel
- Stefan Zeh